# Máy bơm màng
Bơm màng (còn được gọi là Diaphragm pump ) là một loại bơm công nghiệp sử dụng chuyển động qua lại của các màng bơm như màng cao su, nhựa dẻo hoặc teflon kết hợp với bi và đế bi để bơm chất lỏng. Bi và đế bi đóng vai trò như van 1 chiều để chất lỏng được bơm ra đi theo 1 hướng.
Máy bơm có lịch sử lâu đời, chúng ra đời từ năm 2000 trước Công nguyên. Để lấy nước, công cụ ban đầu được phát minh được gọi là shadoof. Ngay cả khi nó không hoạt động theo phương pháp cơ học, nó đã được nhiều người chấp nhận rộng rãi và phục vụ tốt nhất cho hoạt động bơm. Đây là cơ sở cho sự phát triển của máy bơm màng và có mặt trên thị trường từ năm 1854 trở đi.
Phát minh cơ bản của bơm màng được thực hiện bởi J. Pease. Cho đến ngày nay, máy bơm màng ngày càng được sử dụng phổ biến trong các ngành công nghiệp và sản xuất.

## Có ba loại bơm màng chính:
- Bơm màng khí nén: Bơm màng hoạt động sử dụng năng lượng là khí nén tác động qua lại giữa 2 màng ngăn. Hoạt động thông qua buồng van khí để chia khí sang hai bên màng giúp 2 màng dịch chuyển. Dòng bơm này hoạt động rất đơn giản và có thể điều chỉnh lưu lượng.
- Những thiết bị sử dụng dịch chuyển dương thể tích trong đó động cơ chính của màng ngăn là cơ điện, hoạt động thông qua một tay quay hoặc ổ đĩa động cơ giảm tốc, hoặc hoàn toàn bằng cơ khí, chẳng hạn như cần gạt hoặc tay cầm. Phương pháp này uốn cong màng ngăn thông qua tác động cơ học đơn giản và một mặt của màng ngăn được mở ra với không khí.
- Bơm màng thủy lực

## Cấu tạo
Các bộ phận chính cấu thành và điều hòa hoạt động của máy bơm màng gồm có:
Thân trung tâm: Là bộ phận thân giữa của bơm, kết nối giữa 2 bên buồng bơm.
Buồng chất lỏng: khoang chứa chất lỏng, kết hợp giữa ốp trụ và màng bơm.
Các màng ngăn: Thông thường mỗi bên sẽ có 1 - 2 màng bơm, có thể là màng teflon, Polyether, cao su.
Bi và đế bi: Đóng vai trò như van 1 chiều, chất liệu teflon, inox hoặc cao su
Động cơ: Có thể là buồng van khí hoặc motor điện.
Giảm thanh: Đây là bộ phận giúp làm giảm tiếng ồn của bơm khi hoạt động

## Nguyên lý hoạt động
Toàn bộ chu kỳ hoạt động của máy bơm màng dựa trên việc sử dụng khí nén làm chất lỏng dẫn động. Máy bơm màng sử dụng hai màng linh hoạt được gắn trên một trục chung di chuyển qua lại liên tục để bơm chất lỏng vào và ra khỏi khoang chứa chất lỏng của máy bơm. Chuyển động này tạo ra chân không, cho phép chất lỏng đi qua cổng hút.

Nguyên lý hoạt động của bơm màng

Giai đoạn 1 : Màng bơm bên trái co lại để tạo lực hút chất lỏng vào buồng chứa bên trái thì màng bơm bên phải lập tức giãn ra tạo lực đẩy chất lỏng ra ngoài.
Giai đoạn 2 : Màng bơm bên phải tạo lực hút chất lỏng đi vào buồng chứa bên phải thì màng bơm bên trái sẽ tạo lực đẩy chất lỏng
Các vị trí bi và đế bi sẽ giữ chất lỏng trong buồng bơm và chỉ cho phép chất lỏng được đi ra theo 1 hướng. Hai màng bơm sẽ di chuyển cùng chiều, hoạt động liên tục, đều đặn, trái ngược nhau thông qua trục nối như vậy sẽ giúp việc vận chuyển không bị gián đoạn.

## Đặc điểm
- Tự hút, tự mồi và đẩy cao
- Có thể xử lý bùn mài mòn và bùn có hàm lượng sạn và chất rắn tương đối cao.
- Có đặc tính chạy khô tốt.
- Thiết kế không để chất lỏng tiếp xúc với các chất lỏng gây ảnh hưởng đến bơm.
- Có thể chọn chất liệu màng ngăn khác nhau, cho phép tương thích với các dung dịch rất ăn mòn.
- Có thể xử lý chất lỏng có độ nhớt cao, chất sệt, chất ăn mòn và nhiều loại chất lỏng khác
- Máy bơm màng hoạt động bằng không khí thường đạt được các yêu cầu an toàn để hoạt động trong môi trường dễ cháy hoặc nổ.
- Lưu lượng cao, áp suất cao
- Có thể lên đến 97% hiệu quả.

## Máy nén khí
Máy bơm màng kích hoạt cơ học nhỏ cũng được sử dụng làm máy nén khí và là nguồn chân không cấp thấp. So với các thiết kế khác, máy nén màng yên tĩnh, rẻ tiền và không có bộ phận chuyển động trong luồng không khí. Điều này cho phép chúng được sử dụng mà không cần bôi trơn thêm khi tiếp xúc với không khí, do đó khí nén được tạo ra có thể được đảm bảo sạch. Một ví dụ là một máy bơm không khí hồ cá điển hình.